# Massilly (entreprise)
 (juin 2011).
Si vous disposez d'ouvrages ou d'articles de référence ou si vous connaissez des sites web de qualité traitant du thème abordé ici, merci de compléter l'article en donnant les références utiles à sa vérifiabilité et en les liant à la section « Notes et références ».
Massilly, est une entreprise française de fabrication d'emballage métallique, créée par Robert Bindschedler (suisse ayant travaillé dans l'encapsulage entre autres aux États-Unis), implantée sur la commune de Massilly.

## Historique

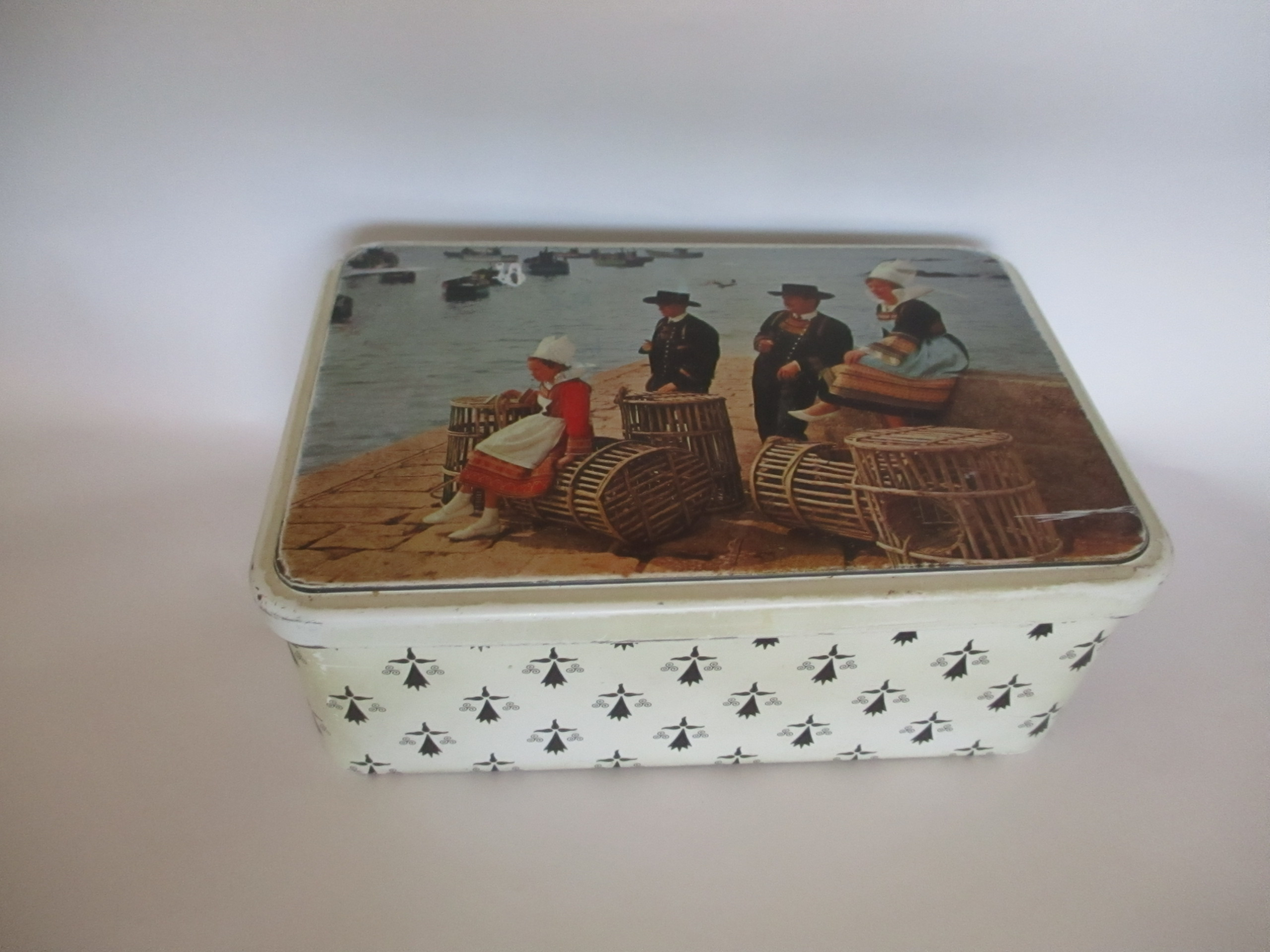
Boite à sucre fabriquée à Massilly, initialement vendue remplie avec des biscuits bretons, vers 1985.

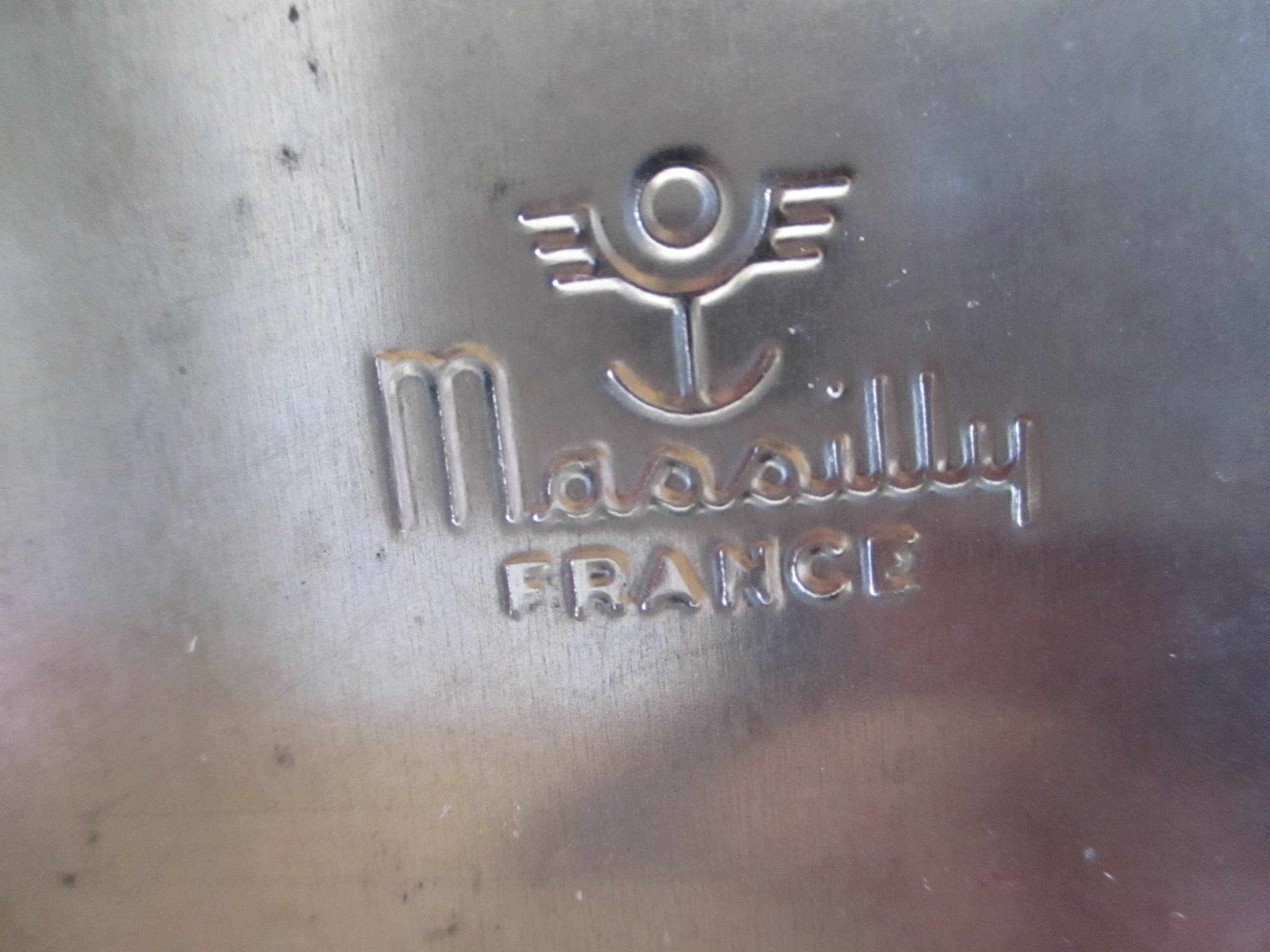
signature société d'emboutissage Massilly, boite à sucre -boite à biscuit, sur le fond de boite vu de l'extérieur.

- En 1911, alors qu'il est employé par Tin Savoy, un ferblantier anglais voulant trouver des débouchés en France, Robert Bindschedler achète un vieux moulin situé sur la commune de Massilly en Bourgogne et qui a appartenu à la prestigieuse abbaye de Cluny. Il installe des turbines hydroélectriques. Avec l'électricité produite il récupère, par électrolyse, l'étain sur les déchets de fer blanc[1]. (Les boites à biscuit et boites à sucre en ferblanc sont à la belle époque consignées comme les bouteilles  de vin d'un litre).

- En 1925, Robert Bindschedler, « monte plusieurs imprimeries sur métal à Aubervilliers, Rouen, Marseille, puis à Massily, Nancy et Bordeaux.[note 1],[1] »

- Après la première guerre mondiale, Robert Bindschedler transforme du fer blanc pour fabriquer des articles ménagers, période où la pratique du ré-étamage existe encore, électriquement ou chimiquement.

- En 1952, la société Robert Bindschedler SA est fondée[2]. Cette entreprise deviendra plus tard un centre de service dédié à la découpe et l‘impression du fer blanc et de l'aluminium. L'usine se spécialise dans la production de capsules qui ont été formulées à l'étranger : (Eurocap bouchons à vis...)[1]. Ce secteur d'activité est développé pour répondre à la demande de plus en plus forte de conserves dans des bocaux en verre[1].

- En 1962,  Pierre Bindschedler, le fils du fondateur, dirigeant de Ferembal Clichy-Nancy, signe un accord avec le groupe américain Anchor-Hocking pour la fabrication de capsules de type « Twist » et la fourniture de matériel de bouchage. Ces capsules de marque « Illico » puis « Euro-Twist », fabriquées au début à quelques dizaines de millions d'unités ont connu une progression constante[2].

- En 1976, La fabrication des boites à conserves progresse (et rejoint la technique automatique démarrée en 1920 aux États-Unis [1]) l'entreprise adopte des nouvelles techniques : la soudure électrique et l'emboutissage ré-emboutissage.

- Pendant les années 1980 le groupe s'est progressivement installé au Royaume-Uni, en Espagne, en Suisse, en Italie, au Canada, au Ghana, puis en Afrique du Sud [2].

- Dans les années 2000, Massilly s'est investie à travers la société Iberembal, spécialisée dans les boites de conserves alimentaires, principalement pour le légume et le poisson.

- En 2006, le groupe a repris l'activité fer blanc de Safet Embamet.

- En 2007, création de la société Latinpack, siège à Lima au Pérou qui est spécialisée dans la fabrication de capsules « Euro-Twist » [2].